# Tomasz Tomczykiewicz
assinatura
Tomasz Kazimierz Tomczykiewicz (Pszczyna; 2 de Março de 1961 - Katowice; 28 de novembro de 2015) é um político da Polónia. Ele foi eleito para a Sejm em 25 de Setembro de 2005 com 22221 votos em 27 no distrito de Bielsko-Biała, candidato pelas listas do partido Platforma Obywatelska.
Ele também foi membro da Sejm 2001-2005.